# 大衛·威斯特 (籃球運動員)
大衛·穆勒·衛斯特（英語：David Moorer West，1980年8月29日—），美國職業籃球運動員。
衛斯特成长于紐澤西州提內克，后進入北卡羅萊納州加納的加納磁鐵高中和維吉尼亞州查塔姆的哈格夫軍事學院就讀，並在北卡羅萊納州獲得全州第一陣容的殊榮。之後他加入了俄亥俄州辛辛那提的澤維爾大學步兵男子籃球隊。而他在2003年成為第一位獲選為美聯社NCAA年度最佳球員的步兵籃球隊球員。

## 大學生涯
韋斯特進入俄亥俄州辛辛那提的澤維爾大學就讀，並從那畢業。他在四年的籃球隊生涯中一直是先發陣容。韋斯特是第一位在他還在為步兵隊打球時，便獲得了退休背號的澤維爾大學球員，他在這段期間內，帶領著澤維爾大學達到全國前十名，以及一次的全美大學體育協會錦標賽3號種子。韋斯特在2003年仍在就讀大四時，被評為全美陣容第一隊，以及美聯社和美國籃球作家協會的全國年度最佳球員，並有著場均20.1分、11.8個籃板的表現，帶領澤維爾大學連續兩季打出26勝6敗的成績。韋斯特在他四年的球季中，幫助澤維爾大學取得94場勝利，並成為阻攻紀錄保持人（228次阻攻），還有在澤維爾大學的得分（2,132分）與籃板（1,308個）紀錄中名列第二名。韋斯特也曾連續三年獲選為年度最佳大西洋十聯盟球員，以及勞氏公司的大四CLASS獎，被認可為全美最親中的男子籃球球員。
在《運動畫刊》於2007年10月推出的《運動畫刊：籃球》中，韋斯特和康乃狄克大學的艾美卡·歐卡佛，以及杜克大學的傑伊·威廉斯、J·J·雷迪克、尚恩·巴提耶入選為2000年代的NCAA全年代隊（NCAA All-Decade Team）。

### 大學統計數據
| 賽季    | 大學       | 上場次數 | 先發次數 | 上場時間 | 投篮命中率 | 三分球命中率 | 罚球命中率 | 篮板 | 助攻 | 抄截 | 阻攻 | 得分 |
| ------- | ---------- | -------- | -------- | -------- | ---------- | ------------ | ---------- | ---- | ---- | ---- | ---- | ---- |
| 1999–00 | 澤維爾大學 | 33       | 33       | 29.4     | 53.2       | 0.0          | 66.7       | 9.1  | 1.7  | 1.6  | 1.1  | 11.7 |
| 2000–01 | 澤維爾大學 | 29       | 29       | 33.7     | 55.1       | 0.0          | 74.0       | 10.9 | 2.0  | 1.5  | 2.1  | 17.8 |
| 2001–02 | 澤維爾大學 | 32       | 32       | 34.2     | 53.6       | 31.0         | 76.8       | 9.8  | 1.6  | 1.2  | 2.5  | 18.3 |
| 2002–03 | 澤維爾大學 | 32       | 32       | 36.5     | 51.3       | 34.6         | 81.6       | 11.8 | 3.2  | 1.3  | 1.6  | 20.1 |

## 職業生涯

### 紐奧良黃蜂（2003−2011）

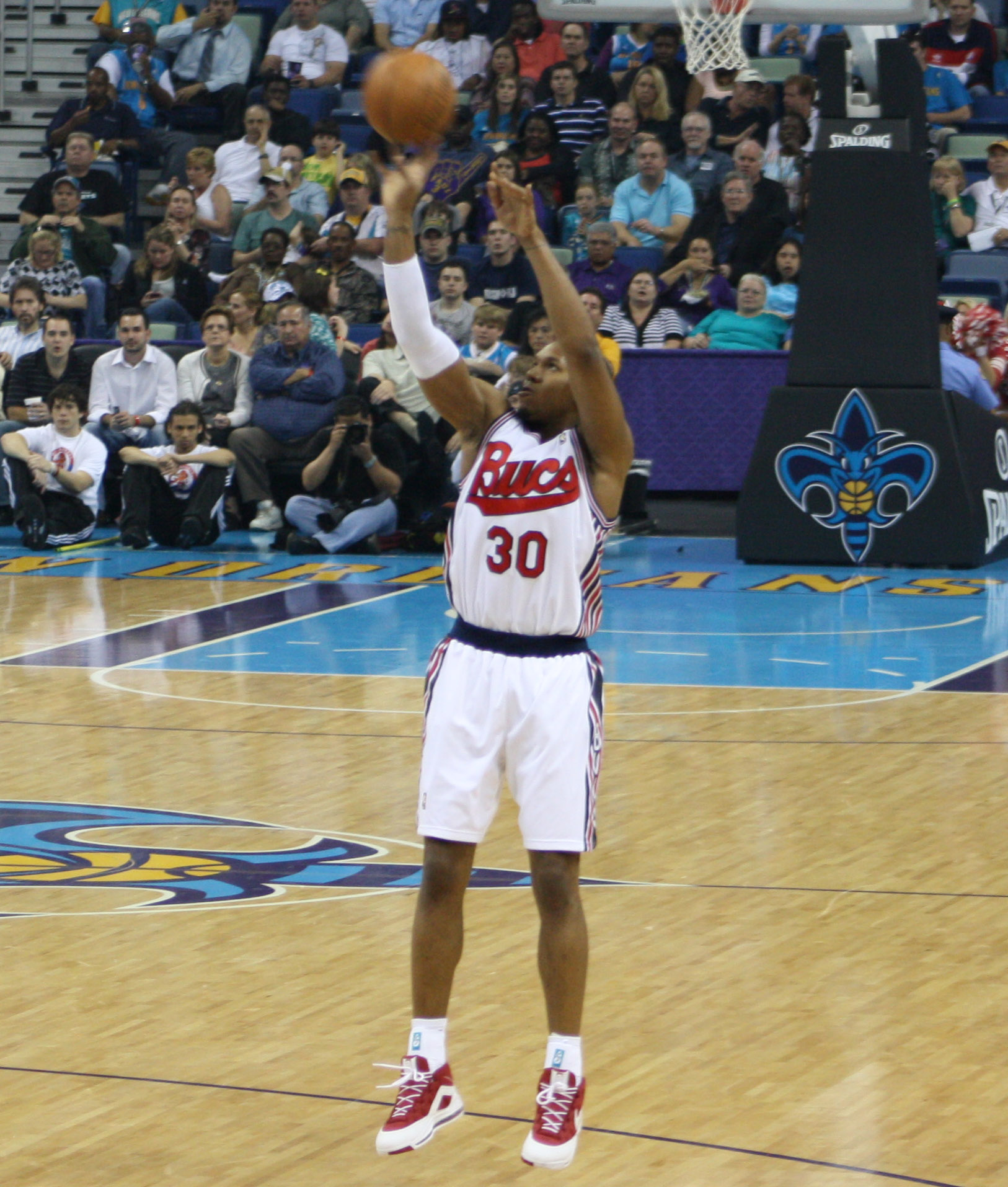
紐奧良黃蜂時期的衛斯特。

韋斯特在2003年NBA選秀以第一輪第十八順位被紐奧良黃蜂選上。韋斯特在前兩個賽季表現並不算突出，但他在2005-06 NBA賽季有所突破，在74場出賽的場均有著17.4分、7.4個籃板和.512的投籃命中率。他在那年獲選為NBA最佳進步球員第二名，僅落後鳳凰城太陽的伯利斯·迪奧。他有時也會擔任中鋒的位置，因為隊上缺少真正的長人。他在這個賽季表現出在壓力下的能力，因為他在三場比賽中投出了致勝球。
韋斯特在2006－07年終有著場均18.3分、8.2個籃板和2.2次助攻的表現。儘管韋斯特因為肘受傷而錯失了30場比賽，他仍寫下了5場得分30分以上和13場20分以上的紀錄。
韋斯特在2007－08年再度提高了他的統計數據，同時他也和他的隊友克里斯·保羅首次以替補入選NBA全明星賽。保羅也在之後表示，他寧可不與韋斯特以外的聯盟大前鋒打球，因為「他並不是為了鎂光燈而來，他所在乎的是得分。」韋斯特在2008年的季後訪談中，加強了他對於成為球隊的一員的渴望，他表示他不在乎被忽視，而寧可專注並盡可能有效率地在球場上打球。
韋斯特在2008－09年再度入選全明星隊，並寫下職業生涯新高的21.0分場均得分。
2011年3月25日，在紐奧良黃蜂本賽季最後一場對上猶他爵士的比賽中，韋斯特在一次灌籃落地後傷到了他的左膝的前十字韌帶，而這場意外發生在第四節剩下22.3秒時。韋斯特在2011年6月27日證實，他將跳出剩餘1年的合約，成為自由球員。

### 印第安納溜馬（2011−2015）
據2011年12月11日的報導指出，韋斯特答應與印第安納溜馬的2年2,000萬美元的合約。
韋斯特在2013年1月12日以14分、12籃板和10助攻的成績，達成生涯首次大三元。
韋斯特在2013年7月10日以3年3,600萬美元與溜馬續約。

### 聖安東尼奧馬刺（2015−2016）
韋斯特在2015年7月7日以1年1400萬美元與聖安東尼奧馬刺簽約，以追求冠軍，可惜球隊於西區準決賽遭雷霆淘汰。

### 金州勇士（2016−2018）
在馬刺被淘汰後，衛斯特於2016年7月5日以1年290萬美元的老將底薪合約從馬刺轉往與勇士簽約。並在美國時間2017年6月12日獲得個人首次NBA冠軍。
17-18NBA賽季，衛斯特拿到生涯第二次總冠軍後，在美國時間2018年8月30日選擇退休。

## 獎項和榮譽
- NBA全明星賽（2008－2009）
- 新奥尔良鹈鹕队史篮板王
- 美聯社NCAA年度最佳球員（英语：Associated Press College Basketball Player of the Year）（2003）
- 奧斯卡·羅伯特森獎（英语：Oscar Robertson Trophy）（2003）
- 全美最佳第一陣容（英语：2003 NCAA Men's Basketball All-Americans）（2003（英语：2003 NCAA Men's Basketball All-Americans））
- 年度最佳大西洋十聯盟球員（英语：Atlantic 10 Conference Men's Basketball Player of the Year）（2001－2003）
- 澤維爾大學步兵男子籃球隊（英语：Xavier Musketeers men's basketball）退役球衣30号

## 個人生活
韋斯特來自一個身高高於平均水平的家庭。他的母親哈麗特（Harriet）高6英尺（1.83公尺），而他的父親阿莫斯（Amos）高6呎5吋（1.96公尺）。他與他的妻子萊斯莉（Lesley）育有一女達西婭（Dasia），及一子大衛·班傑明（David Benjamin）。
韋斯特畢業於澤維爾大學，並取得傳播學士學位。
韋斯特對於「黑人歷史、哲學和各種社會議題」極感興趣。韋斯特喜歡製作混音帶給他的隊友，他表示這是一種健康的嗜好，能使他留在家中並沉浸於這件事中。他也是一位能夠演奏大號的傑出音樂家。
韋斯特的手臂上有個澤維爾的「X」字母刺青，在它的兩側則有「My life, my way」（自己的人生自己走）。

## NBA生涯數據
| † | 表示賽季中西贏得了NBA總冠軍 |

### 例行賽
| 賽季     | 球隊                  | GP    | GS  | MPG  | FG%  | 3P%  | FT%  | RPG | APG | SPG | BPG | PPG  |
| -------- | --------------------- | ----- | --- | ---- | ---- | ---- | ---- | --- | --- | --- | --- | ---- |
| 2003–04  | 紐奧良黃蜂            | 71    | 1   | 13.1 | .474 | .000 | .713 | 4.2 | .8  | .4  | .4  | 3.8  |
| 2004–05  | 紐奧良黃蜂            | 30    | 8   | 18.4 | .436 | .400 | .680 | 4.3 | .8  | .4  | .5  | 6.2  |
| 2005–06  | 紐奧良/奧克拉荷馬黃蜂 | 74    | 74  | 34.1 | .512 | .273 | .843 | 7.4 | 1.2 | .8  | .9  | 17.1 |
| 2006–07  | 紐奧良/奧克拉荷馬黃蜂 | 52    | 52  | 36.5 | .476 | .320 | .824 | 8.2 | 2.2 | .8  | .7  | 18.3 |
| 2007–08  | 紐奧良黃蜂            | 76    | 76  | 37.8 | .482 | .240 | .850 | 8.9 | 2.3 | .8  | 1.3 | 20.6 |
| 2008–09  | 紐奧良黃蜂            | 76    | 76  | 39.2 | .472 | .240 | .884 | 8.5 | 2.3 | .6  | .9  | 21.0 |
| 2009–10  | 紐奧良黃蜂            | 81    | 81  | 36.4 | .505 | .259 | .865 | 7.5 | 3.0 | .9  | .7  | 19.0 |
| 2010–11  | 紐奧良黃蜂            | 70    | 70  | 35.0 | .508 | .222 | .807 | 7.6 | 2.3 | 1.0 | .9  | 18.9 |
| 2011–12  | 印第安納溜馬          | 66    | 66  | 29.2 | .487 | .222 | .807 | 6.6 | 2.1 | .8  | .7  | 12.8 |
| 2012–13  | 印第安納溜馬          | 73    | 73  | 33.4 | .498 | .211 | .768 | 7.7 | 2.9 | 1.0 | .9  | 17.1 |
| 2013–14  | 印第安納溜馬          | 80    | 80  | 30.9 | .488 | .267 | .789 | 6.8 | 2.8 | .8  | .9  | 14.0 |
| 2014–15  | 印第安納溜馬          | 66    | 66  | 28.7 | .471 | .200 | .739 | 6.8 | 3.4 | .7  | .7  | 11.7 |
| 2015–16  | 聖安東尼奧馬刺        | 73    | 17  | 17.4 | .551 | .400 | .791 | 3.9 | 1.8 | .5  | .6  | 6.9  |
| 2016–17† | 金州勇士              | 68    | 0   | 12.6 | .536 | .375 | .768 | 3.0 | 2.2 | .6  | .7  | 4.6  |
| 2017–18† | 金州勇士              | 73    | 0   | 13.7 | .571 | .375 | .759 | 3.3 | 1.9 | .6  | 1.0 | 6.8  |
| 生涯     | 生涯                  | 1,034 | 742 | 28.2 | .495 | .265 | .817 | 6.4 | 2.2 | .7  | .8  | 13.6 |
| 全明星賽 | 全明星賽              | 2     | 0   | 15.0 | .545 | .000 | .000 | 3.5 | .5  | .5  | .0  | 6.0  |

### 季後賽
| 賽季    | 球隊           | GP  | GS | MPG  | FG%  | 3P%  | FT%   | RPG | APG | SPG | BPG | PPG  |
| ------- | -------------- | --- | -- | ---- | ---- | ---- | ----- | --- | --- | --- | --- | ---- |
| 2004年  | 紐奧良黃蜂     | 7   | 0  | 15.9 | .536 | .000 | .846  | 4.3 | 1.1 | .3  | .6  | 5.9  |
| 2008年  | 紐奧良黃蜂     | 12  | 12 | 40.4 | .466 | .500 | .891  | 8.5 | 2.8 | 1.1 | 1.9 | 21.2 |
| 2009年  | 紐奧良黃蜂     | 5   | 5  | 35.6 | .400 | .000 | .897  | 7.4 | 1.2 | 1.0 | .4  | 18.0 |
| 2012年  | 印第安納溜馬   | 11  | 11 | 37.8 | .446 | .000 | .818  | 8.5 | 2.0 | .7  | .5  | 15.3 |
| 2013年  | 印第安納溜馬   | 19  | 19 | 36.3 | .462 | .000 | .766  | 7.6 | 2.1 | .7  | .8  | 15.9 |
| 2014年  | 印第安納溜馬   | 18  | 18 | 36.3 | .483 | .222 | .705  | 6.9 | 4.1 | .8  | .8  | 15.1 |
| 2016年  | 聖安東尼奧馬刺 | 10  | 0  | 17.6 | .455 | .500 | .556  | 3.7 | 1.3 | .6  | .7  | 5.8  |
| 2017年† | 金州勇士       | 17  | 0  | 13.0 | .576 | .500 | .778  | 2.7 | 2.1 | .4  | .8  | 4.5  |
| 2018年† | 金州勇士       | 18  | 0  | 9.7  | .600 | .500 | 1.000 | 2.1 | 1.8 | .3  | .6  | 3.3  |
| 生涯    | 生涯           | 118 | 66 | 26.6 | .476 | .320 | .796  | 5.6 | 2.2 | .6  | .8  | 11.3 |

## 外部連結
- 大衛·威斯特在fiba.basketball（英语）
- 大衛·威斯特在NBA官網（英语）
- 大衛·威斯特在Basketball-Reference.com（NBA）（英语）
- 大衛·威斯特在Sports-Reference.com（NCAA）（英语）
- 大衛·威斯特在ESPN（NBA）（英语）
- 大衛·威斯特在Eurobasket.com（球員）（英语）
- 大衛·威斯特在Proballers（英语）
- 大衛·威斯特在RealGM（球員）（英语）